# Medaglia per la difesa di Stalingrado
La medaglia per la difesa di Stalingrado è stata un premio statale dell'Unione Sovietica.

## Storia
La medaglia venne istituita il 22 dicembre 1942.

## Assegnazione
La medaglia veniva assegnata ai partecipanti alla difesa di Stalingrado.

## Insegne
- La medaglia era di ottone. Il dritto raffigurava una fila di cinque soldati che si sovrappongono completamente attrezzati con i loro fucili in marcia, sopra ai due soldati più a destra, vi era una bandiera sovietica, al di sopra degli altri, vi erano carri armati e aerei da combattimento che puntano a sinistra. In alto al centro vi era una stella a cinque punte, su entrambi i lati della stella lungo la circonferenza superiore, la scritta in rilievo "PER LA DIFESA DI STALINGRADO" (Russo: «ЗА ОБОРОНУ СТАЛИНГРАДА»). Sul retro nella parte superiore, l'immagine in rilievo della falce e martello, sotto l'immagine, la scritta su rilievo tre righe "PER LA MADREPATRIA SOVIETICA" (Russo: «ЗА НАШУ СОВЕТСКУЮ РОДИНУ»).
- Il nastro era bianco con una sottile striscia centrale rossa.